# Апстрактни експресионизам
Апстрактни експресионизам је доминантан покрет у америчкој модерној и апстрактној умјетности, углавном сликарству, крајем четрдесетих и током педесетих година 20. вијека, који карактерише монументалност скале дјела и гестуални израз. Сматра се првим већим развојем америчке умјетности који је досегао међународни статус и утицај, а неријетко се помиње као најзначајнији умјетнички покрет послије Другог свјетског рата. Одговоран је за замјену Париза у корист Њујорка као свјетске престонице модерне умјетности. Његови водећи представници су: Џексон Полок, Вилем де Кунинг, Марк Ротко, Барнет Њуман, Роберт Мадервел, Клејфорд Стил, Адолф Готлиб, Франц Клајн и Филип Гастон.

## Име и карактеристике покрета
Израз „апстрактни експресионизам” је први пут употријебљен 1919. године за опис одређених дјела Василија Кандинског. У контексту модерног америчког сликарства први га је 1946. године искористио ликовни критичар Њујоркера Роберт Котс, а постао је дио стандардног критичког вокабулара раних 1950-их. Сликари на које се односи, стварали су у Њујорку и били повезани различитим везама, пријатељством и лабавим груписањем, дијелећи сличне погледе на умјетност умјесто једног јединственог стила, – погледе чије су карактеристике дух револта према традицији и вјера у спонтану слободу умјетничког израза.
Стилистички коријени апстрактног експресионизма су сложене природе, али упркос једном дијелу свога имена, дуговао је много више надреализму – посебно његовом истицању аутоматизма и интуиције – него експресионизму. Директан извор инспирације су постали пристигли европски надреалисти који су у САД избјегли непосредно пред почетак и током Другог свјетског рата. Дјело Аршила Горког, које је Андре Бретон снажно подржавао, често се разумије као суштинска веза између надреализма и апстрактног експресионизма. Такође у овом контексту битно је поменути Чилеанца надреалисту Роберта Мату, који је прокламовао оно што је Мејер Шапиро окарактерисао као „идеју сликарског платна као поља чудесног узбуђења, неослобођене енергије”. Рат у Европи је у Америку такође вратио Пеги Гугенхајм, а њена галерија Art of This Century („Умјетност овога вијека”), током свог кратког трајања од 1942. до 1947. године, постала је главни изложбени простор за почетни период апстрактног експресионизма.
У сликарству апстрактних експресиониста јављају се значајне варијације; понекад оно није ни „апстрактно” (Де Кунингове серије „Жена”), али ни „експресионистичко” (дјело Марка Ротка). По изразу је у опсегу од експлозивне енергије Полоковог акционог сликарства, до смирене мисаоности Ротковог сликарства поља боје (енгл. Color Field Painting). Ипак, чак и између ова два поларитета постоје одређени квалитети који су основа највећег дијела сликарства апстрактног експресионизма, а то су: склоност према монументалној скали; истицање квалитета површине тако да је наглашена њена плошна природа; и прихватање једног приступа рада на цјелини, гдје је сваки дио слике подједнако битан. Поред ових визуелних и техничких карактеристика, постоји одређено јединство његових основних постулата: величање самог чина сликања; увјерење да апстракција посједује једно дубље и суштинско значење и да је не треба видјети само у формалистичком смислу; и, вјероватно најбитније, вјера у апсолутну слободу и индивидуалност умјетника. Због посљедњег, већина апстрактних експресиониста нису хтјели да буду обиљежени још једним „измом”, већ су за име групе предлагали „Њујоршка (сликарска) школа”.
Скоро без изузетка, водећи умјетници апстрактног експресионизма су рођени између 1900. и 1915. године. Већина њих се сусретала са значајним егзистенцијалним потешкоћама у раном периоду својих каријера, углавном узрокованим посљедицама економске кризе настале тридесетих година, а која је добила име Велика депресија. Изузев Мадервела који је студирао филозофију прије него што се кренуо бавити сликарством, остали умјетници су почињали као фигуративни сликари, али су се сви окренули апстракцији крајем 1930-их и почетком 1940-их.
Идеја да ови умјетници стварају један нови покрет појавила се 1943, а 1945. године Пеги Гугенхајм је организовала колективну изложбу њихових дјела под називом A Problem for Critics (Проблем за критичаре), изазов критичарима да покушају да се досјете неког имена за покрет. Године 1948, у вријеме када је Де Кунинг имао своју прву самосталну изложбу, а Полок први пут изложио своје слике настале просипањем боје на хоризонтално постављено сликарско платно, апстрактни експресионизам се већ приближио својој зрелости.
У почетку, многи су овај нови начин сликања налазили сасвим збуњујућим и страним, али током 1950. године, покрет је доживио велике похвале критике и тржишни успјех. Ипак, утицајни амерички теоретичари, Клeмент Гринберг и Харолд Розенберг, дали су донекле супротстављене теоријске интерпретације апстрактног експресионизма. Гринберг је наглашавао његову улогу за развој модерне умјетности у формалном и техничком смислу, док је Розенберг напомињао да је акциони сликар увучен у неку врсту егзистенцијалистичког потврђивања човјекове слободе.
Апстрактни експресионизам је достигао свој врхунац око 1960. године, а реакција која се појавила је доста хладније естетике, попут поп умјетности и тзв. постсликовне апстракције (енгл. Post-pictorial abstraction; види минимализам), мада, водећи умјетници су и даље били веома продуктивни, а и једна млађа генерација је наставила да ствара у његовом духу. Вајари, као и сликари, су такође били под утицајем апстрактног експресионизма. Главни представници на пољу вајарства су били: Дејвид Смит, Ибрам Ласо, Сијмур Липтон, и Тиодор Розак.

## Апстрактни експресионизам и Хладни рат
Ива Кокрофт у њеном чланку Abstract Expressionism, a Weapon of the Cold War (Апстрактни експресионизам, оружје Хладног рата), објављеном у магазину Артфорум, јуна 1974. године, пронашла је везу између међународног успјеха апстрактног експресионизма и политике која је вођена током Хладног рата. Сликара се тако могло употријебити као пропагандно оружје и представити као примјер америчке слободе, наспрам ограничења присутних у тадашњем комунистичком свијету са државним директивама којима је наметан социјалистички реализам. У том смислу, организовање међународне турнеје „Новог америчког сликарства” 1958. и 1959. године, у организацији Међународног програма њујоршког Музеја модерне умјетности, имало је јасну политичку димензију. Уводне ријечи у изложбеном каталогу је написао Алфред Х. Бар, рекавши да заступљени умјетници „пркосно одбацују конвенционалне вриједности друштва које их окружује, али они сами нису политички ангажовани”.
Чињеница јесте да су међу политичким склоностима и увјерењима апстрактних експресиониста постојале огромне разлике: у групи је био један анархиста (Барнет Њуман); а други, сљедбеник тадашњег десничарског сенатора Макартија (Клејфорд Стил), док је некадашњи троцкиста, критичар Клeмент Гринберг, Полока описао као „проклетог стаљинисту” (највјероватније се овај коментар односио на карактерне особине, а не на Полокова политичка увјерења).

## Наслијеђе
Рани утицај апстрактног експресионизма, посебно за његове сљедбенике, је 1974. године прикладно објаснио британски сликар и критичар Ендру Форџ: „Чинило ми се да је сликарство (апстрактног експресионизма) донијело сасвим нову дефиницију (умјетничке) слободе. Његове структуре нису дуговале ништа, или је барем тако изгледало, затвореним и самодовољним композицијама нити сликовној синтакси, стварима које ме је моје дотадашње искуство научило да поштујем.”
Иако се покрет распадао крајем 1950-их, његово наслијеђе је остало видљиво у истакнутој америчкој умјетности из наредне двије деценије, посебно у вези заокупљености за постизањем осјећаја надмоћи над посматрачем преко монументалности скале умјетничког дјела.

### Водећи представници
- Адолф Готлиб
- Аршил Горки
- Барнет Њуман
- Вилем де Кунинг
- Жан-Пол Риопел
- Клејфорд Стил
- Ли Краснер
- Марк Ротко
- Роберт Мадервел
- Филип Гастон
- Франц Клајн
- Ханс Хофман
- Џексон Полок